# Enhydria cicadina
Enhydria cicadina är en insektsart som beskrevs av Gerstaecker 1895. Enhydria cicadina ingår i släktet Enhydria och familjen lyktstritar. Inga underarter finns listade i Catalogue of Life.